# Kalmikija
Kalmikija (kalmički: Хальмг, ruski: Калмы́кия) republika je u europskom dijelu Ruske Federacije, u Južnom saveznom okrugu. Smještena je u međurječju rijeka Volge i Dona, na obalama Kaspijskog jezera. Glavni grad je Elista.
Bivši predsjednik Kalmikije, milijunaš Kirsan Nikolajevič Iljumžinov, predsjednik je Svjetske šahovske organizacije te je Kalmikija posljednjih godina poznata po šahu.
Kalmici su jedini europski narod mongolskog podrijetla, dok je Kalmikija jedina europska regija gdje je prevladavajuća religija budizam koji potječe s Tibeta.
Godine 2010. Kalmikija je imala 283.166 stanovnika, po čemu je bila 78. u Ruskoj Federaciji.

## Vanjske poveznice
- Službena stranica